# Ha-Ruach ha-cijonit
Ha-Ruach ha-cijonit (hebrejsky הרוח הציונית‎, doslova Sionistický duch) je izraelská kandidátní listina, která by měla kandidovat ve volbách do 25. Knesetu. Bude tvořena kandidáty ze strany ha-Jamin he-chadaš (v průběhu 24. Knesetu frakce Jaminy) v čele s Ajelet Šakedovou a ze strany Derech erec v čele s Jo'azem Hendelem a Cvi Hauserem.

## Vznik
Byla vytvořena za účelem účasti ve volbách do 25. Knesetu. Podle dohody bude předsedkyní Ajelet Šakedová a strana Derech erec získá 2. a 4. místo.
Při sestavování Šakedová a Hendel prohlásili, že budou požadovat vytvoření vlády národní jednoty a budou proti jakékoli úzké vládě mezi Benjaminem Netanjahuem a levicí.
Ústřední volební komise ji předloží ke schválení Knesetu 14. a 15. září 2022.

## Předsedové
| Předseda | Předseda        | Nástup do úřadu | Konec v úřadu |
| -------- | --------------- | --------------- | ------------- |
|          | Ajelet Šakedová | 2022            | úřadující     |